# The Unforgiven
«The Unforgiven» (укр. «Непрощений») — четверта пісня з п'ятого, однойменного студійного альбому гурту Metallica, що вийшов в 1991 році. Пісня зачіпає тему боротьби індивіда проти зусиль тих, хто намагається підкорити його. Вона стала хітом разом з такими піснями з цього альбому, як «Enter Sandman» і «Nothing Else Matters». Пісня породила два сиквела, у вигляді «The Unforgiven II», з альбому ReLoad, і «The Unforgiven III», з альбому Death Magnetic.

## Історія
Ларс Ульріх пояснив, що гурт хотів спробувати щось нове з ідеєю балади — замість стандартних мелодійних куплетів і важких приспівів (про що свідчать їх попередні балади «Fade To Black», «Welcome Home (Sanitarium)» і «One»), гурт вирішив зіграти куплети з перевантаженою гітарою, а приспів зіграти м'яко і мелодійно на класичній гітарі. Початкова секція пісні включає ударні інструменти, на яких грає Ларс Ульріх, а також невелику кількість клавішних.
Звук інтро було взято з фільму 1960 року «The Unforgiven» і трохи перероблено, як пояснив Хетфілд в документальному фільмі Classic Albums: Metallica — Metallica.

## Живе виконання
«The Unforgiven» виконувалася на концертах світового туру Metallica «Nowhere Else to Roam», який тривав з 1991 до 1993 року в підтримку альбому Metallica. Також пісня виконувалася на концертах світового туру «Madly in Anger with the World» в 2003—2004, на концертах світового туру «Escape from the Studio '06 tour» та на концертах світового туру «World Magnetic».
Жива версія «The Unforgiven» включає друге соло наприкінці пісні, якого немає в оригінальному записі.

## Кавер-версії
- Кавер на пісню записаний на триб'ют-альбомі «Metallic Assault: A Tribute to Metallica».
- Гурт Apocalyptica в своєму дебютному альбомі «Plays Metallica by Four Cellos», зіграв «The Unforgiven» на чотирьох віолончелях, а також зняв кліп.
- Гурт Gregorian в альбомі «Masters of Chant Chapter V» виконав цю пісню в дуже оригінальному варіанті.
- Соул-версію «The Unforgiven» виконала швейцарська співачка Стефані Гаінцмен (англ. Stefanie Heinzmann).
- Гурт The Defiled.[1]
- Репер Джо Бадн (англ. Joe Budden)

## Список композицій
Сингл в США
1. «The Unforgiven»
2. «Killing Time»

Міжнародний сингл
1. «The Unforgiven»
2. «Killing Time»
3. «The Unforgiven (Demo)»

Міжнародний вініловий сингл
1. «The Unforgiven»
2. «So What»
3. «Killing Time»
4. «The Unforgiven (Demo)»

## Позиції в чартах
| Чарт                     | Найвища позиція |
| ------------------------ | --------------- |
| Australian Singles Chart | 10              |
| French Singles Chart     | 28              |
| Dutch Singles Chart      | 25              |
| Swedish Singles Chart    | 32              |
| UK Singles Chart         | 15              |
| US Billboard Hot 100     | 35              |

## Учасники запису
- Джеймс Гетфілд — ритм-гітара, вокал
- Кірк Хаммет — соло-гітара
- Джейсон Ньюстед — бас-гітара, бек-вокал
- Ларс Ульріх — ударні